# رود قره‌قاش
رود قره‌قاش (انگلیسی: Karakash River) رودخانه ای در منطقه خودمختار سین‌کیانگ در جمهوری خلق چیناست که از اقصی چین سرچشمه میگیرد. این رود از کنار شهر ختن می گذرد تا در حوضه تاریم به سمت شمال شرقی جریان یابد. این رودخانه به رودخانه تاریم می ریزد.